# Croix du cimetière de Sulniac
La croix du cimetière de Sulniac est une croix bannière érigée au bourg de Sulniac, place de l'église au sud-est du chevet de l'église, dans le Morbihan.

## Historique
La croix fait l’objet d’une inscription au titre des monuments historiques depuis le 5 octobre 1926.

## Architecture
Le fût s'élève en une seule colonne.
La bannière est sculptée sur quatre faces. 
Elle est surmontée d'une petite croix.

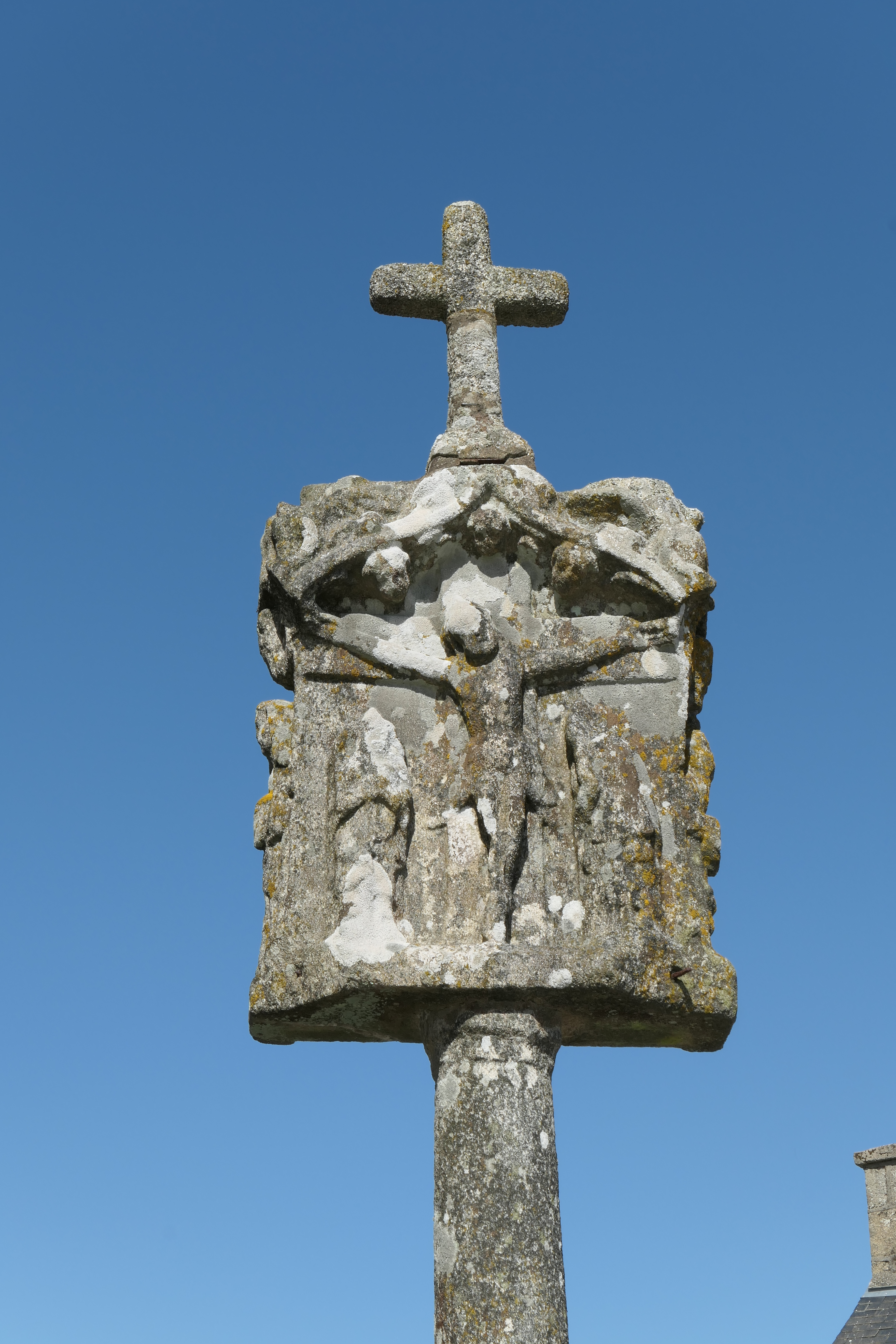
Détail de la face sud-ouest : Crucifixion.
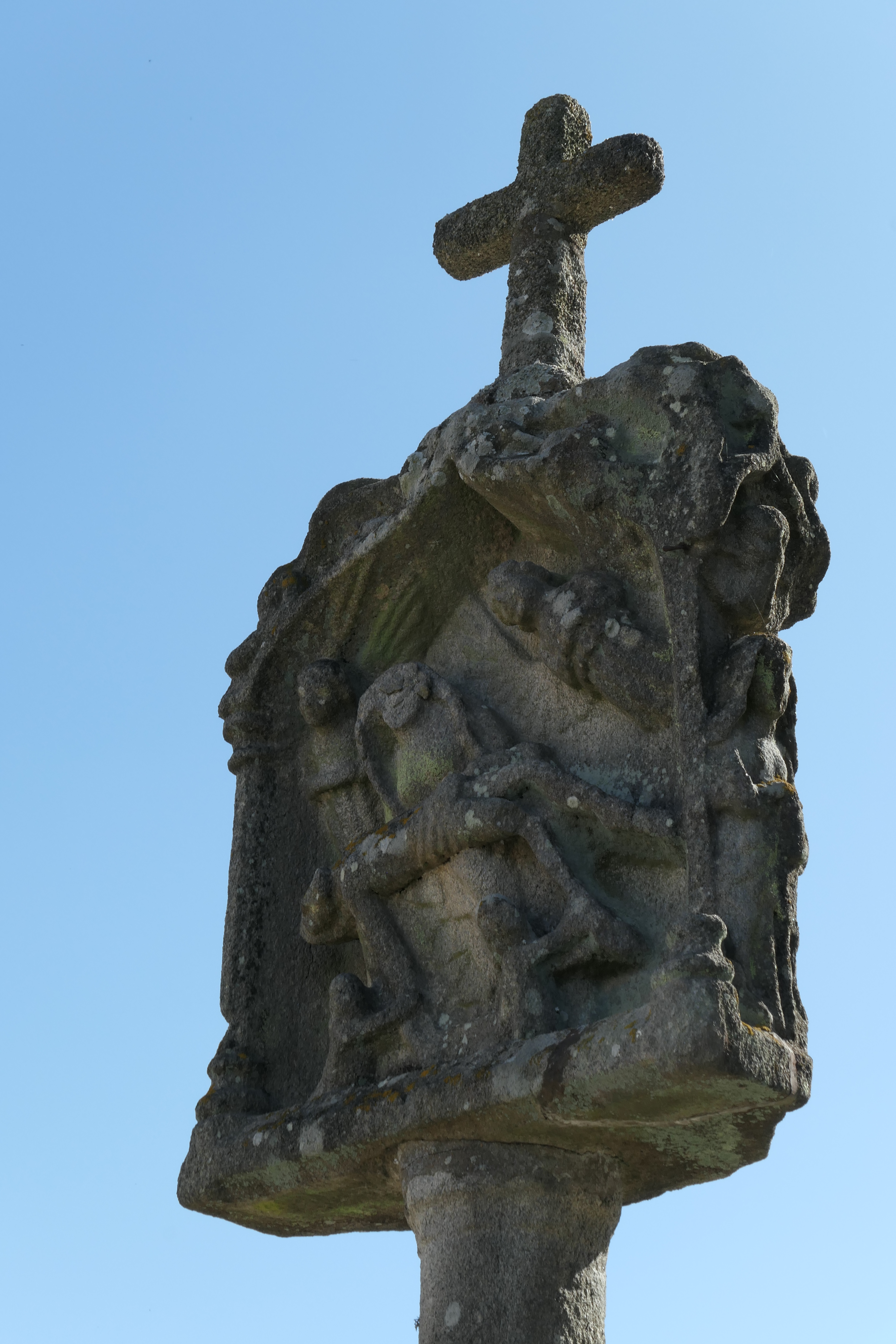
Détail de la face nord-est : Vierge de Pitié.